# اندیس سیلیس (تازه ران)
سیلیس (تازه ران) یک اندیس غیرفلزی است که در  استان لرستان قرار دارد و مادهٔ معدنی موجود در آن، سیلیس است.سنگ میزبان این اندیس گرانودیوریت است  